# Helgo Zettervall
Helgo Nikolaus Zettervall (ur. 21 listopada 1831 w Lidköping, zm. 17 marca 1907 w Sztokholmie) – szwedzki architekt, profesor i intendent. Przedstawiciel historyzmu. Jego syn Folke Zettervall również był architektem.

## Życiorys zawodowy
Helgo Zettervall zdobył wykształcenie w Konstakademien (pol. Akademii Sztuk Pięknych) uzyskując dyplom w 1860; później został jej profesorem. Helgo Zettervall był w latach 1882–1897 kierownikiem Överintendentsämbetet (pol. Zarządu Budynków Państwowych). Był też honorowym przewodniczącym Kungliga Vitterhetsakademien (pol. Królewskiej Akademii Literatury, Historii i Zabytków) (1884) oraz przewodniczącym Królewskiej Szwedzkiej Akademii Nauk (szw. Vetenskapsakademien) (1897).
Zettervall dokonał m.in. przebudowy katedr w Lund (1863–1880) i Uppsali (1885-93), jak również starego klasycystycznego hotelu hotelu Anglais (1885) przy Stureplan w Sztokholmie. Hotel został następnie rozebrany i wzniesiony na nowo w 1959 roku w stylu modernistycznym przez architektów Ivara i Andersa Tengbomów.
W 2000 Statens Fastighetsverk (pol. Zarząd Państwowych Nieruchomości) ustanowił Nagrodę im. Helgo Zettervalla (szw. Helgopriset), która częściowo jest finansowana ze środków Fundacji Helgo Zettervalla, administrowanej przez wspomniany zarząd.

## Restauracje obiektów zabytkowych

### Założenia teoretyczne
Helgo Zettervall był najważniejszym szwedzkim architektem, jeśli chodzi o restauracje starych budowli i kościołów, dokonywane w latach 1860–1890. Jeśli chodzi styl i zasady rewaloryzacji obiektów zabytkowych, był Zettervall pod silnym wpływem słynnego francuskiego konserwatora zabytków, Viollet-le-Duca. Zetterwall usiłował przywracać do istnienia stare budynki według ideału i stylu, w którym były one pierwotnie wybudowane, natomiast wszelkie zmiany i naleciałości, dokonane w ciągu wieków usuwał i zastępował nowo projektowanymi uzupełnieniami. Wzbudzało to krytykę ze strony tych środowisk, które reprezentowały odmienne podejście do problemu rewaloryzacji zabytków (Vernera von Heidenstama).
Zettervall uważał np., że należy przywracać obiekty zabytkowe nie w takiej formie, w jakiej one kiedyś wyglądały, ale w takiej, w jakiej jego zdaniem powinny były wyglądać. Dla przykładu – restaurowane przez niego wieże katedr w Uppsali czy Lund nigdy w przeszłości nie miały takiego wyglądu jak po jego przebudowach.
Przebudowę katedry w Lund przejął z rąk Carla Bruniusa w 1860, tuż po dyplomie. Właściwe prace przebiegały w latach 1863–1880. Architekt zalecił m.in. wyburzenie wież i wzniesienie ich od nowa. Usunął też gotyckie naleciałości w architekturze katedry, przebudował prezbiterium i usunął dwie małe wieżyczki, stojące po obu jego stronach.
Zadanie przebudowania katedry w Uppsali zleciła mu kapituła katedralna. Helgo Zettervall w zaproponowanym w 1874 projekcie za punkt wyjścia przyjął francuski późny gotyk a jako materiał budowlany zaproponował cement. W 1876 zmodyfikował projekt, biorąc pod uwagę wzory północnoniemieckiego gotyku ceglanego, jeśli chodzi o zewnętrzny wygląd katedry. Z tego względu jako budulca użył czerwonej cegły maszynowej. W efekcie restauracji katedra otrzymała nowe, neogotyckie wieże, wyższy dach i nowy system przyporowy. Pinakle, nisze i koronkowe szczyty architekt wykonał z cementu, co wzbudziło krytykę. Zmiany wprowadzone przez Zettervalla określano jako “nowe barbarzyństwo”; wnętrze katedry, spokojne i zharmonizowane, nie wzbudziło już takich kontrowersji.
Zettervall był krytykowany również za swoje romantyzujące pojmowanie i szablonowe stosowanie koncepcji nowo wznoszonych budowli, co do których również stosował swoją zasadę „jedynie słusznego” wyglądu. Nastawienie środowisk opiniotwórczych zresztą się zmieniało – to co uważano w czasach jego młodości za postępowe, w latach późniejszych zaczęło być krytykowane przez jego współczesnych.

### Nowe obiekty – Riksdagshuset

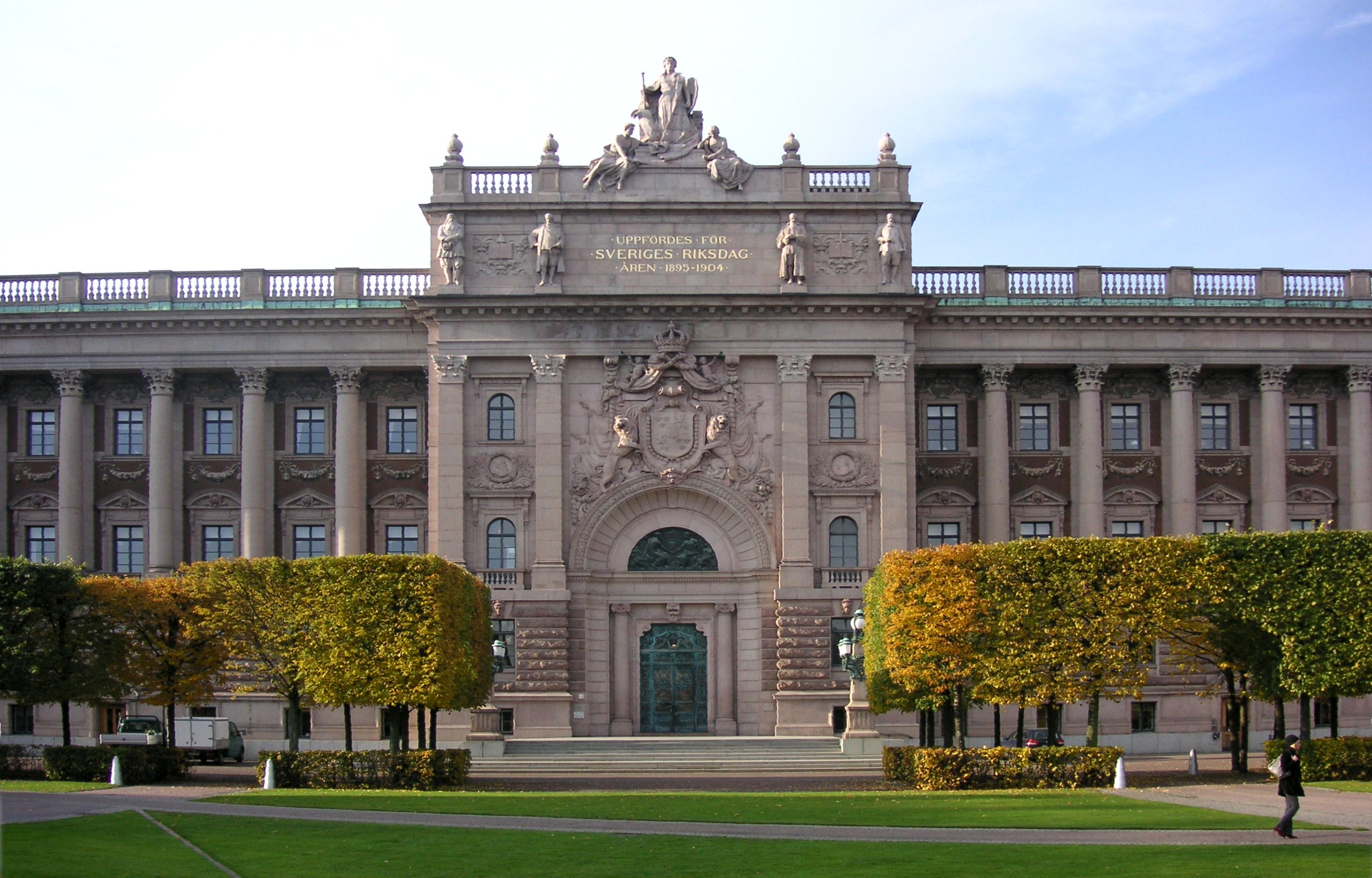
Riksdagshuset

Znalazło to swój wyraz przy wznoszeniu nowego budynku parlamentu (i Banku Centralnego) na wyspie Helgeandsholmen, w czym Zettervall również brał udział – zaangażowano go wówczas, gdy wcześniejsze projekty budowy nowego obiektu odrzucono jako nie nadające się do realizacji. Zettervall wybrał sobie na pomocnika młodego architekta Arona Johanssona (1860-1936). Ich projekt był gotowy w roku 1890, ale spotkał się z silną opozycją. Opracowali więc oni projekt na nowo, ale krytyczne głosy nie ustawały; zastrzeżenia wzbudzał nie tylko projekt samego budynku, ale też jego lokalizacja – oponenci byli zdania, że nie należy umieszczać tak monumentalnej i nadmiernie dekorowanej budowli zbyt blisko zamku królewskiego. Wysepka Helgeandsholmen była poza tym, zdaniem krytyków, za mała aby pomieścić zarówno budynek parlamentu, jak i banku centralnego.
Okazało się przy tym, że problem ma szerszy wymiar – pytanie o równowagę pomiędzy zamkiem a mającym powstać monumentalnym gmachem nowego parlamentu okazało się być pytaniem o równowagę pomiędzy władzą królewską a parlamentaryzmem i porządkiem konstytucyjnym – pytanie delikatne zarówno z politycznego, psychologicznego, jak i estetycznego punktu widzenia. Gdy więc w 1892 roku komitet budowlany postanowił przesunąć fasadę parlamentu sześć metrów w stosunku do pierwotnych założeń, urażony Zettervall odszedł, uważając zmiany za niedopuszczalne. Jego pomocnik pracował dalej sam nad projektem obu budowli.
W 1897 król Oskar II położył kamień węgielny pod nowy parlament, który był gotowy w roku 1905.

## Dorobek twórczy

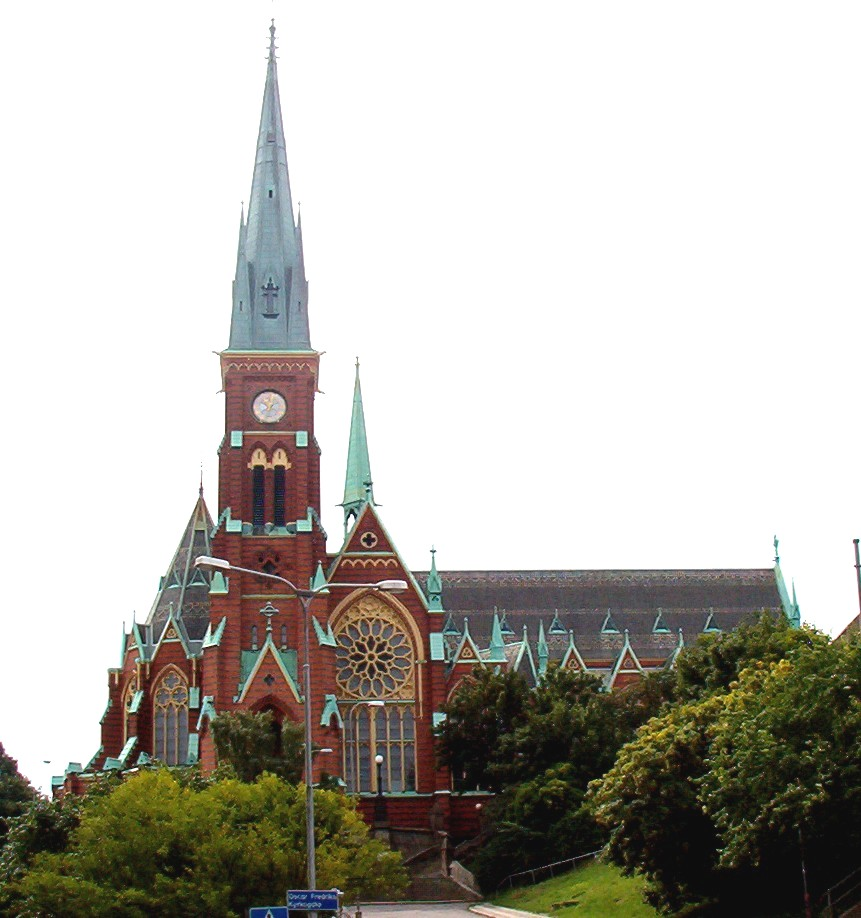
Kościół Oskara Fryderyka w Göteborgu

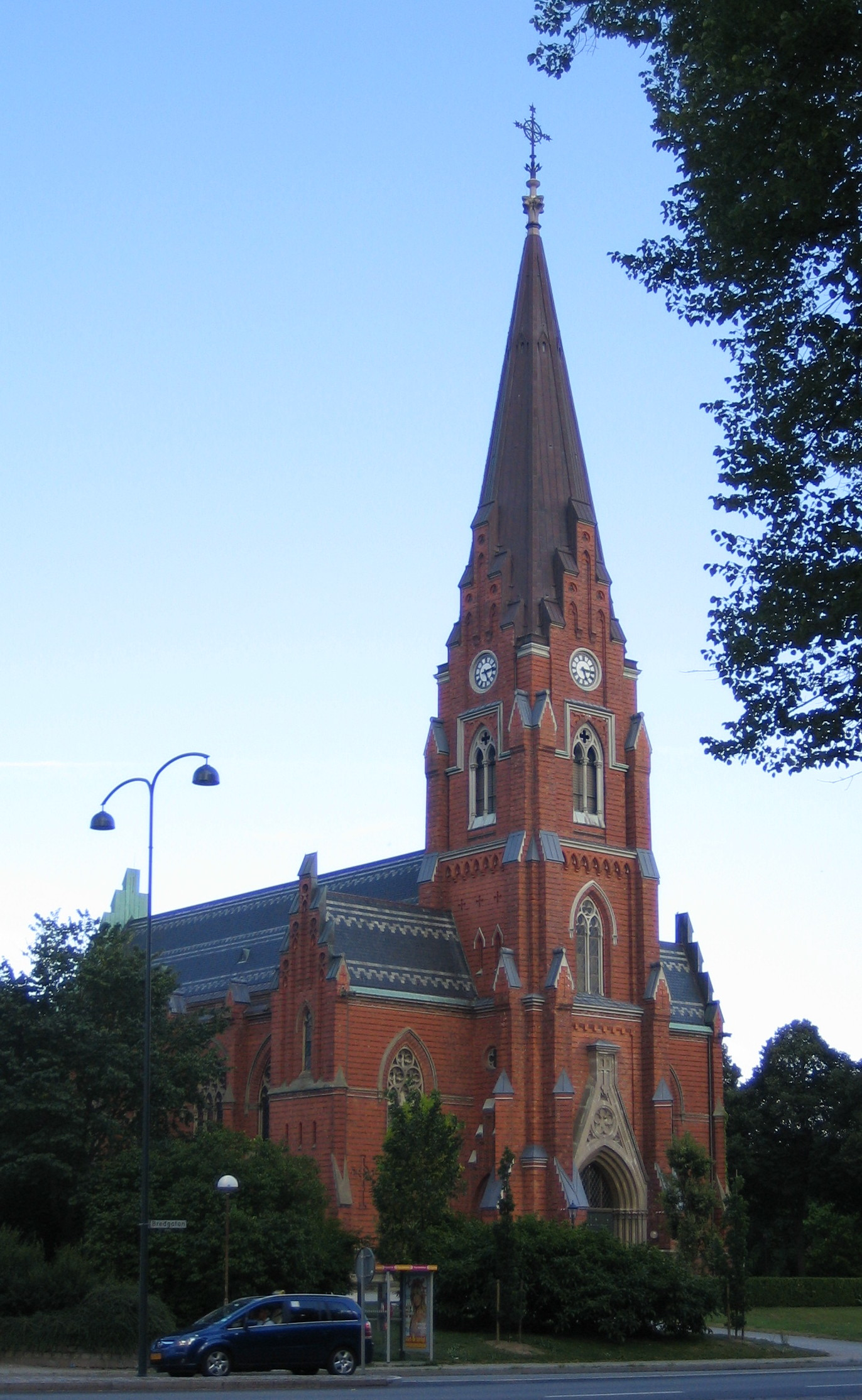
Kościół Wszystkich Świętych w Lund

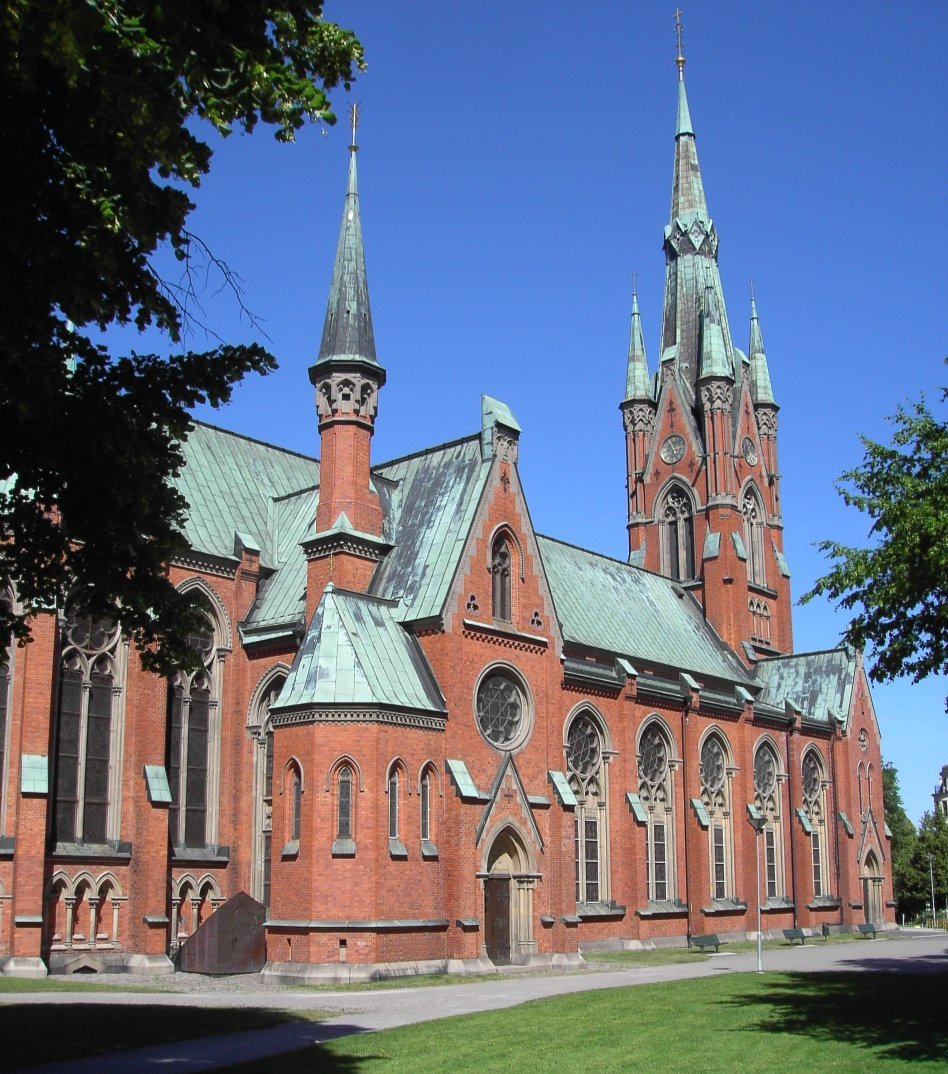
Kościół św. Mateusza w Norrköpingu

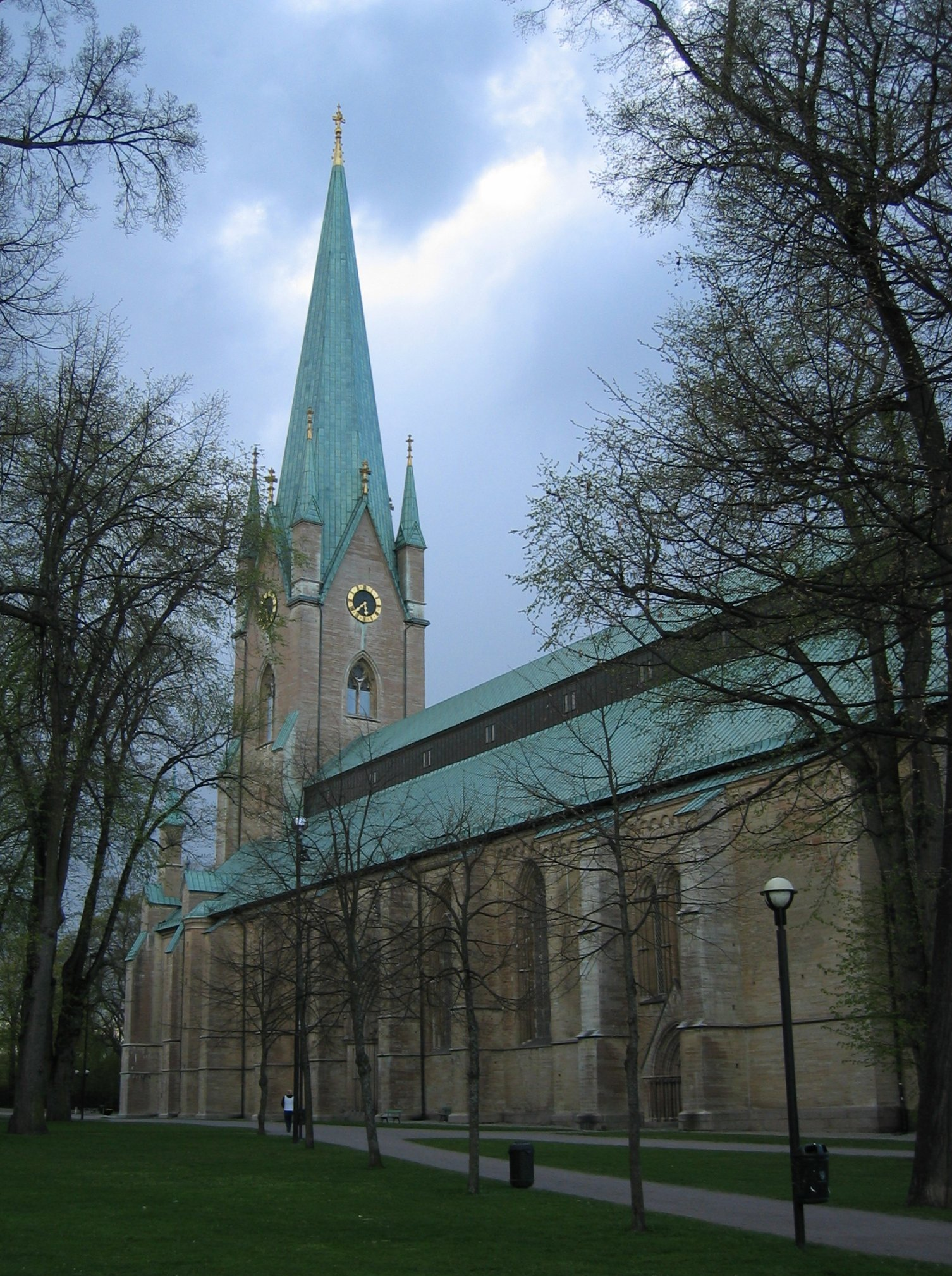
Katedra w Linköpingu

Pełna lista budowli wzniesionych przez Helgo Zettervalla lub przebudowanych według jego projektów:

### Blekinge
- Kościół Bräkne-Hob w Bräkne-Hoby
- Kościół Hällaryd w Hällaryd
- Kościół Torhamn w Torhamn
- Kościół Karola-Gustawa w Karlshamn (restauracja)
- Kaplica cmentarna w Sölvesborg

### Skania
- Kościół w Billinge
- Dworzec centralny w Helsingborgu (wyburzony)
- Gimnazjum handlowe w Helsingborgu
- Kościół w Källstorp (wieża)
- Ratusz w Malmö (przebudowa)
- Kościół w Nosaby
- Posiadłość w Västerstad
- Budynek zawiadowcy stacji w Eslöv
- Kościół Österslöv
- Björnstorps slott
- Häckeberga slott
- Kościół Västra Vram w gminie Krisdtianstad

Kościół św. Mikołaja w Trelleborgu (całkowita przebudowa, oprócz wieży)

#### w tymLund
- Kościół Wszystkich Świętych
- Klinika Chirurgiczna (szw. „Gamla kirurgen”)
- Katedra (przebudowa)
- Główny budynek Uniwersytetu
- Palaestra et Odeum
- Palais d’Ask
- Patologiska institutionen (wyburzony)
- Zettervallska villan

### Sztokholm
- Hotell Anglais
- Bolinderska palatset
- Norra Latin
- Palmeska huset
- Kościół św. Klary (wieża)

### Inne
- Egeskov slott (przebudowa)
- Kościół Oskara Fryderyka w Göteborgu
- Zamek kalmarski (przebudowa)
- Katedra w Linköpingu (przebudowa)
- Kościół św. Mateusza w Norrköpingu
- Katedra w Skarze (przebudowa)
- Djäkneskolan w Skarze
- Katedra w Uppsali (przebudowa)